# بندیجان
بندیجان (به فرانسوی: Bendejun) یک کمون در فرانسه است که در آلپ-ماریتیم واقع شده‌است. بندیجان ۶٫۳۵ کیلومتر مربع مساحت دارد ۴۰۰ متر بالاتر از سطح دریا واقع شده‌است.